# Porsche 937

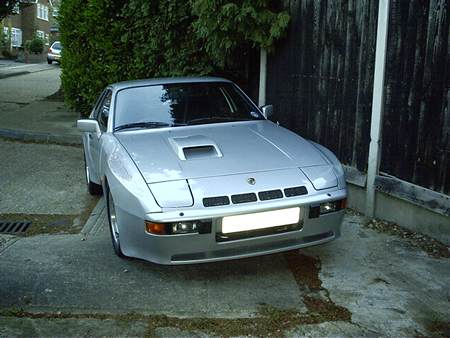
Porsche 937 Carrera GT

Porsche 937 eller Porsche 924 Carrera GT är en bilmodell från Porsche från 1981. Baserad på Porsche 924 turbo var modell 937 konstruerad för att tävla i den kända tävlingen Le Mans. Detta var en bil med 924 turbo motor inkluderat intercooler och med "snailshell" transaxel växellåda. Karossen var mer liknande 944 som skulle visas upp 1982. 
Det fanns en GT-, GTS- och en GTR-version. Motoreffekten varierade på de olika bilarna från 210 till 245 och 375 hk för GTR. Carrera GT var en vanlig gaturegistrerad bil, medan de två andra var racingversjoner.
Totalt tillverkades 406 bilar med chassinummer WPOZZZ93ZBN700001-406.